# A・T・スティール
A・T・スティール（Archibald Trojan Steele,1903年6月25日 - 1992年2月28日）はアメリカ合衆国のジャーナリスト。1937年の南京戦における南京大虐殺（南京事件）を報道したことで知られる。

## 経歴
カナダのトロントで生まれ、1916年にアメリカ合衆国に移民し、ユタ州ソルトレイクシティに住み、後アイダホ州ボイシに移る。1924年、スタンフォード大学卒業後、ボイシに戻り、キャピタルニュース（the Capital News)の見習い記者になる。カリフォルニアに移り、ウィロージャーナル（the Willows Journal）、ダウニーチャンピオン（The Downey Champion）の編集委員となる。

### 中国海外特派員
世界恐慌の影響で資産を失ったスティールは、中国に旅行し、そこで海外特派員となった。
1932年6月から10月まで満州国へ行く。
1932年から1934年までAP通信特派員、1935年から1937年までニューヨーク・タイムズ特派員、1937年から1945年までシカゴ・デイリー・ニューズ特派員、1945年から1960年までニューヨークヘラルド・トリビューン極東特派員となった。
1933年1月16日、日本の東京麹町区でエスター・フランセス・ジョンソンと結婚した。
1930年代に毛沢東と会見した。中国に来てからは中国の情況に非常に強い同情心を抱くようになった。日中戦争(支那事変)を報道し、1937年には南京大虐殺について世界で初めて報道した。
1941年にアメリカ合衆国が第二次世界大戦に参加してからは、中国、ビルマ、インド戦線を報道した。
戦時中の訪問場所
- 1940年1月から2月まで日本に滞在[2]
  - 5月から6月まで米国
  - 8月に日本
  - 9月〜10月、中国に滞在[2]
- 1941年1月、日本に滞在。
  - 1月-4月　東南アジア
  - 5月-6月　中国
  - 8月から翌年5月までソ連に滞在[2]
- 1942年、中東、インド
  - 12月から1944年までパキスタン、インド、ビルマ、中国。

### 戦後
戦後は戦犯裁判やソ連の極東への影響を報道し、チベットでダライ・ラマと会見した。
1949年に極東を離れて、アフリカ、東南アジアを旅行。
1960年に退職し、アリゾナ州セドナに住み、1966年に『アメリカ人と中国』、1977年に『上海と満州　１９３２』を刊行。
1970年代には中華人民共和国を何度も訪れ、1978年には鄧小平へインタビューをした。
1992年、アリゾナ州セドナで没。

## 南京大虐殺の報道
1937年の南京戦において南京大虐殺（南京事件）を目撃したとして1937年12月15日シカゴ・デイリー・ニューズで”NANKING　MASSACRE　STORY”と世界で初めて報道した。
- 1937年12月15日シカゴ・デイリー・ニューズ”NANKING　MASSACRE　STORY”(南京大虐殺物語)」
- 1937年12月17日シカゴ・デイリー・ニューズ「特派員の描く中国戦の恐怖　―南京における虐殺と略奪の支配」
- 1937年12月18日シカゴ・デイリー・ニューズ「南京のアメリカ人の勇敢さを語る　」
- 1938年2月3日シカゴ・デイリー・ニューズ「南京占領時の中国人のパニック◇いま暴露される恐怖と残虐の光景」
- 1938年2月4日シカゴ・デイリー・ニューズ「記者は、パニックの南京の中国人虐殺をアメリカのジャックラビット狩り(ウサギ狩り)に比す」では、日本軍による中国人虐殺について「西部でジャックラビット狩りを見たことがある。それは、ハンターのなす警戒線が無力なウサギに向かってせばめられ、囲いに追い立てられ、そこで殴り殺されるか、撃ち殺されるかするのだった。南京での光景はまったく同じで、そこでは人間が餌食なのだ。 逃げ場を失った人々はウサギのように無力で、戦意を失っていた。その多くは武器をすでに放棄していた。」「日本軍は兵士と便衣兵を捕らえるため市内をくまなく捜索した。何百人もが難民キャンプから引き出され、処刑された。」「日本軍にとってはこれが戦争なのかもしれないが、私には単なる殺戮のように見える。」と報じた。

## 著書
- Present-day Japan, American Institute of Pacific Relations, 1947.
- The American people and China, McGraw-Hill, 1966.
- Shanghai and Manchuria, 1932 : recollections of a war correspondent. Center for Asian Studies, Arizona State University, 1977.
- In the kingdom of the Dalai Lama, In Print Pub., 1993.

文集
- A.T. Steele collection, Arizona State University. Center for Asian Studies, Northwest Document Conservation Center, 1981-1982.
- A.T. Steele papers, 1931-1982, 1995-1999, Arizona State University. Libraries. Special Collections.
  - Vol.1.新聞記事、調査資料
  - Vol.2.その他の原稿、書評、記事
  - Vol.3.書簡集
  - Vol.4.写真集（満州、上海戦、南京戦、北京、中国共産党の長征、インド、ビルマなど）
  - Vol.5.スティールが使った資料
  - Vol.6.中国共産党資料（プロパガンダ、ポスター、電報複写）
  - Vol.7.マイクロフィルムと索引

## 受賞
1950年にはロングアイランド大学ジョージ・ポーク賞、1955年にコロンビア大学マリアムーアカボット賞受賞。